# Bobowa

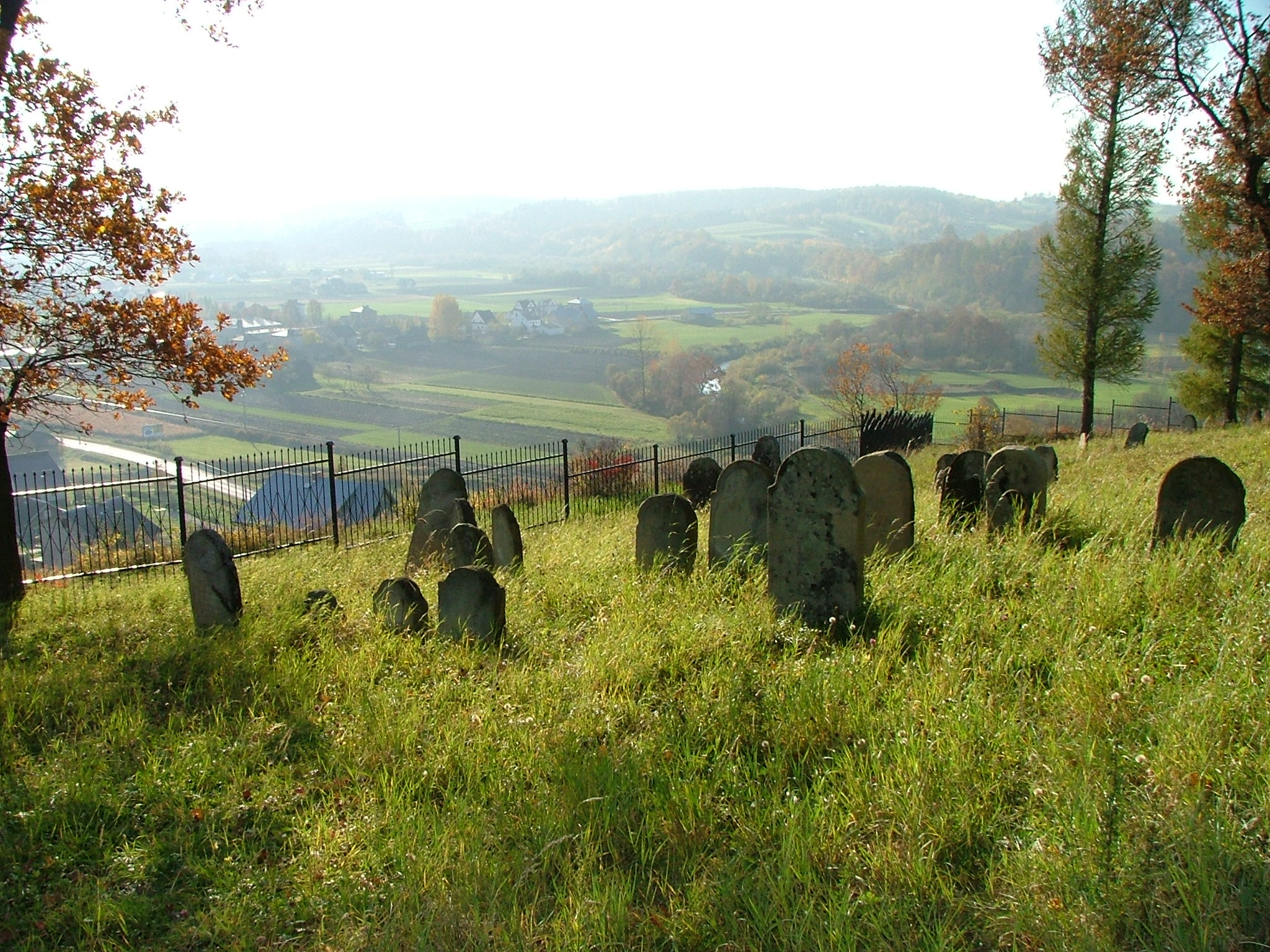
El cementiri jueu de Bobowa.

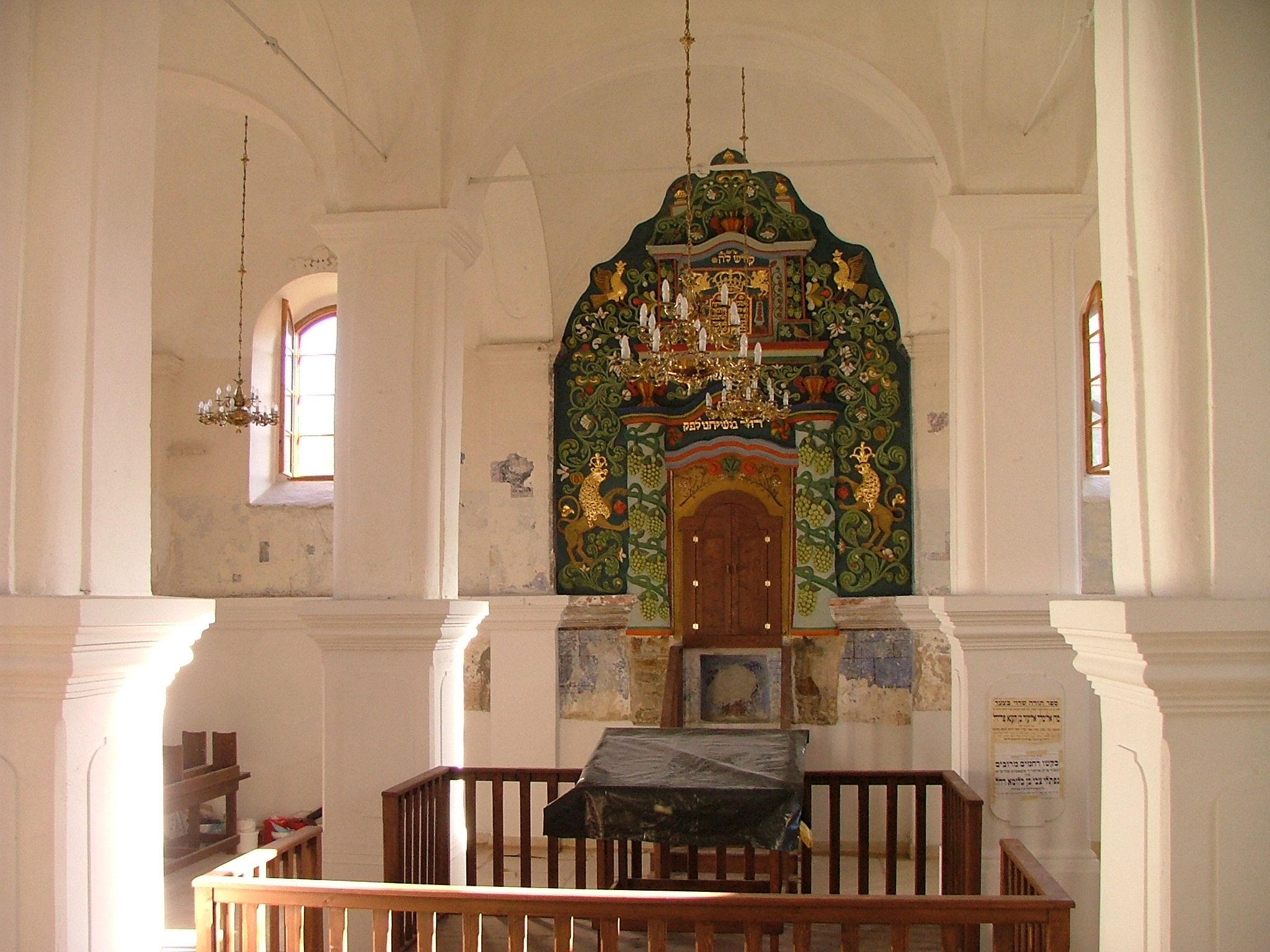
Vista del interior de la Sinagoga de Bobowa.

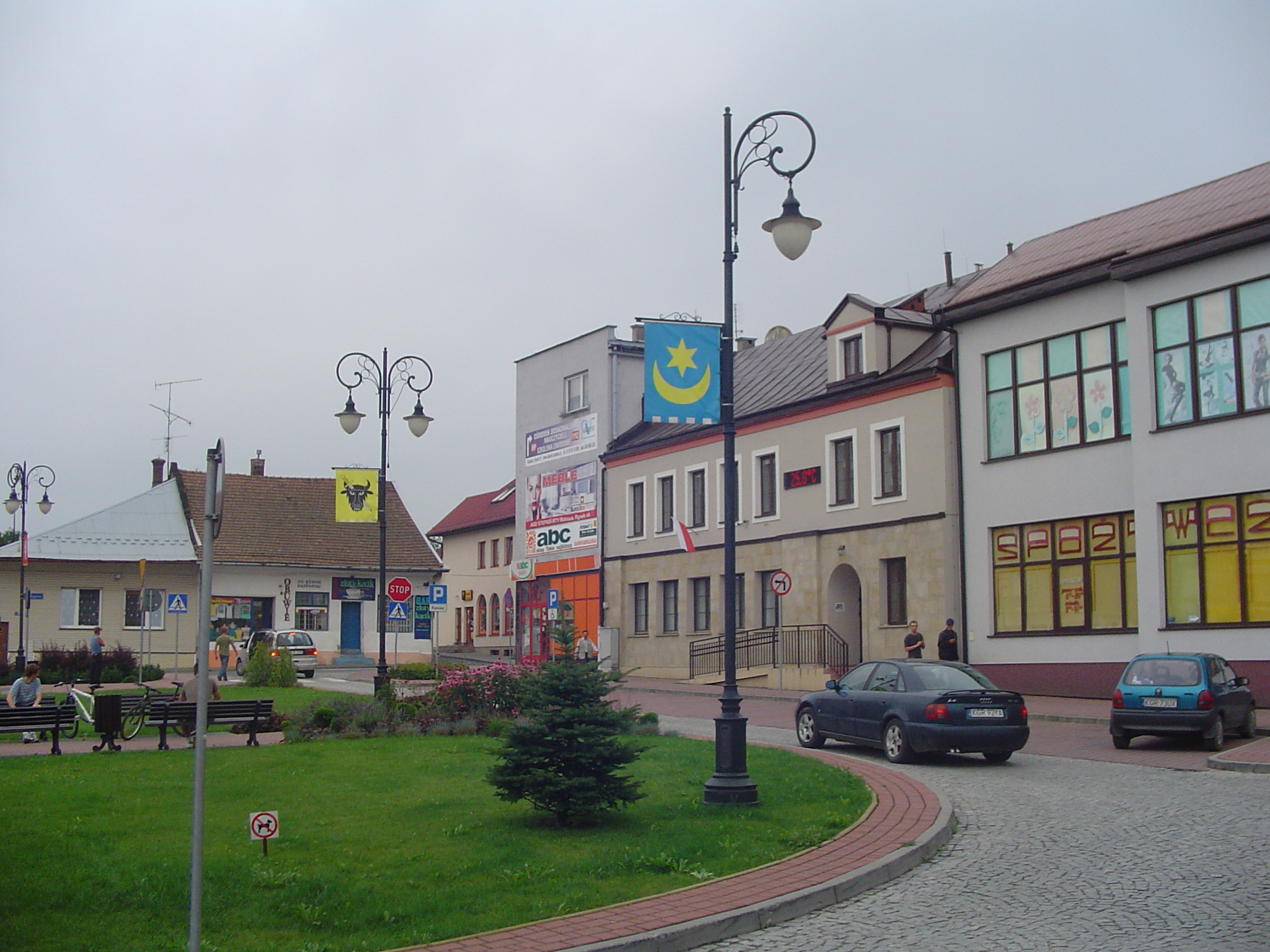
Plaça del poble a Bobowa.

Bobowa és un poble a la regió de Galitzia en el sud de Polònia, que pertany administrativament a la província de la Petita Polònia, i que està situat a uns 18 quilòmetres al nord-est de la localitat de Nowy Sącz.
El poble disposava abans la Segona Guerra Mundial d'una Ieixivà, un edifici cèlebre pel fet d'estar a prop d'un centre històric del Hassidisme, un moviment místic jueu, que va ser creat pel tzadik (just) anomenat Baal Xem Tov.
En el poble de Bobowa va néixer la dinastia jasídica de Bobov. L'any 1900 la comunitat jueva de Bobowa comptava amb unes 749 persones. Durant la Segona Guerra Mundial, Bobowa va resultar ser un punt de concentració, on els jueus de tota la regió i dels voltants, van ser concentrats i enpresonats, abans de ser massacrats.
Després de la guerra, el Rebbe Shlomo Halberstam (1907 – 2 d'agost 2000) va reconstruir la dinastia jasídica de Bobov a Amèrica. Shlomo Halberstam, era el fill del rabí Ben Zion Halberstam (1874 - 1941), que va morir durant la Xoà. La dinastia Bobov, es va instal·lar inicialment en el barri de Boro Park en el borough de Brooklyn a Nova York, la dinastia Bobov està avui dia present en el barri de Williamsburg a Brooklyn ; i en el poble de Monsey a l'Estat de Nova York) ; a Miami ; a Mont-real ; a Toronto ; a Anvers ; a Londres, i a la terra d'Israel.
Entre les atraccions turístiques de la vila de Bobowa, hi ha l'Església de Tots els Sants, que fou construïda en el segle xiv, i l'Església de Santa Sofia, que fou construïda a finals del segle xv.